# Дін Еванс (хокеїст на траві)
Дін Еванс (англ. Dean Evans, 14 квітня 1967) — австралійський хокеїст на траві.
Срібний призер Олімпійських Ігор 1992 року.
Чемпіон світу 1986 року, бронзовий призер 1990 року.